# アレハンドロ・カテナ
アレハンドロ・カテナ・マルガン（Alejandro Catena Marugán、1994年10月28日 - ）は、スペイン・モストレス出身のサッカー選手。CAオサスナ所属。ポジションはディフェンダー。

## クラブ経歴
2013年、地元アマチュアクラブであるCDモストレスURJCにてサッカー選手としてデビューし、在籍3シーズンでリーグ戦89試合に出場した。
2016年7月28日、セグンダ・ディビシオンBに所属していたCDAナバルカルネロへ移籍した。8月19日、UDラス・パルマスとの試合でプロデビューを果たし、プロ1年目ながら公式戦29試合に出場して2ゴールを挙げた。翌年には同じくセグンダBのマルベジャFCに移籍し、ここでもレギュラーとして活躍した。
2018年7月、自身初となるセグンダ・ディビシオンに在籍するクラブ、CFレウス・デポルティウへ移籍した。レウスではリーグ開幕からスタメンに抜擢され続けたが、クラブの財政難による給与未払いを理由に1月下旬に契約を打ち切り、フリーの身となった。
2019年1月31日、ラ・リーガのラージョ・バジェカーノにフリーで加入した。24歳にしてキャリア初の1部挑戦となったが、冬からの途中加入だったこともあり出場機会は限られ、シーズン終了後にクラブもセグンダへと降格してしまった。セグンダに降格して以降はDF陣の要として最終ラインを統率し、在籍4年半で公式戦165試合に出場した。
2023年6月9日、フリーでCAオサスナへ移籍し、5年契約を結んだ。